# Giuseppe Mantellini
Giuseppe Mantellini (Firenze, 22 giugno 1816 – Roma, 12 giugno 1885) è stato un avvocato e politico italiano.

## Biografia
Iscritto all’Università di Pisa, Mantellini frequentò i corsi di Federigo Del Rosso e, nel 1836, conseguì la laurea in giurisprudenza sotto la guida di Giovanni Carmignani, rinomato esponente della scuola criminalistica toscana. Avviato alla professione legale, svolse pratica presso lo studio dell’avvocato fiorentino G. Capei, noto per le sue posizioni liberali. Qui Mantellini si distinse per la profonda conoscenza delle discipline giuridiche e per la capacità di tradurre i principi teorici in applicazioni pratiche. 
L’assenza di un sistema formalizzato per le carriere nella pubblica amministrazione del Granducato di Toscana spinse Mantellini a intraprendere la strada della magistratura. Nel 1844 entrò nell’amministrazione granducale come sostituto e, nel 1851, ottenne la nomina a titolare dell’Ufficio di avvocato regio.
Questa prestigiosa posizione, solitamente riservata a chi vantava una lunga esperienza, prevedeva compiti in tre ambiti principali: il contenzioso, dove l’avvocato regio agiva come consulente legale dello Stato; le Riformagioni, settore incaricato della tutela della costituzione materiale dello Stato; e la gestione archivistica, relativa alla custodia dei documenti dell’amministrazione pubblica. Durante il suo mandato, Mantellini si fece notare per l’approccio liberale adottato nel dibattito sulla gestione degli archivi pubblici, particolarmente acceso tra il 1844 e il 1852. In quegli anni, il governo approvò la creazione di un archivio centrale unico per lo Stato toscano. All’interno di una commissione dedicata, Mantellini sostenne con convinzione la proposta avanzata da Francesco Bonaini di trasformare l’archivio in un luogo di studio e recupero delle fonti storiche, anziché limitarlo a un deposito di documenti riservati.

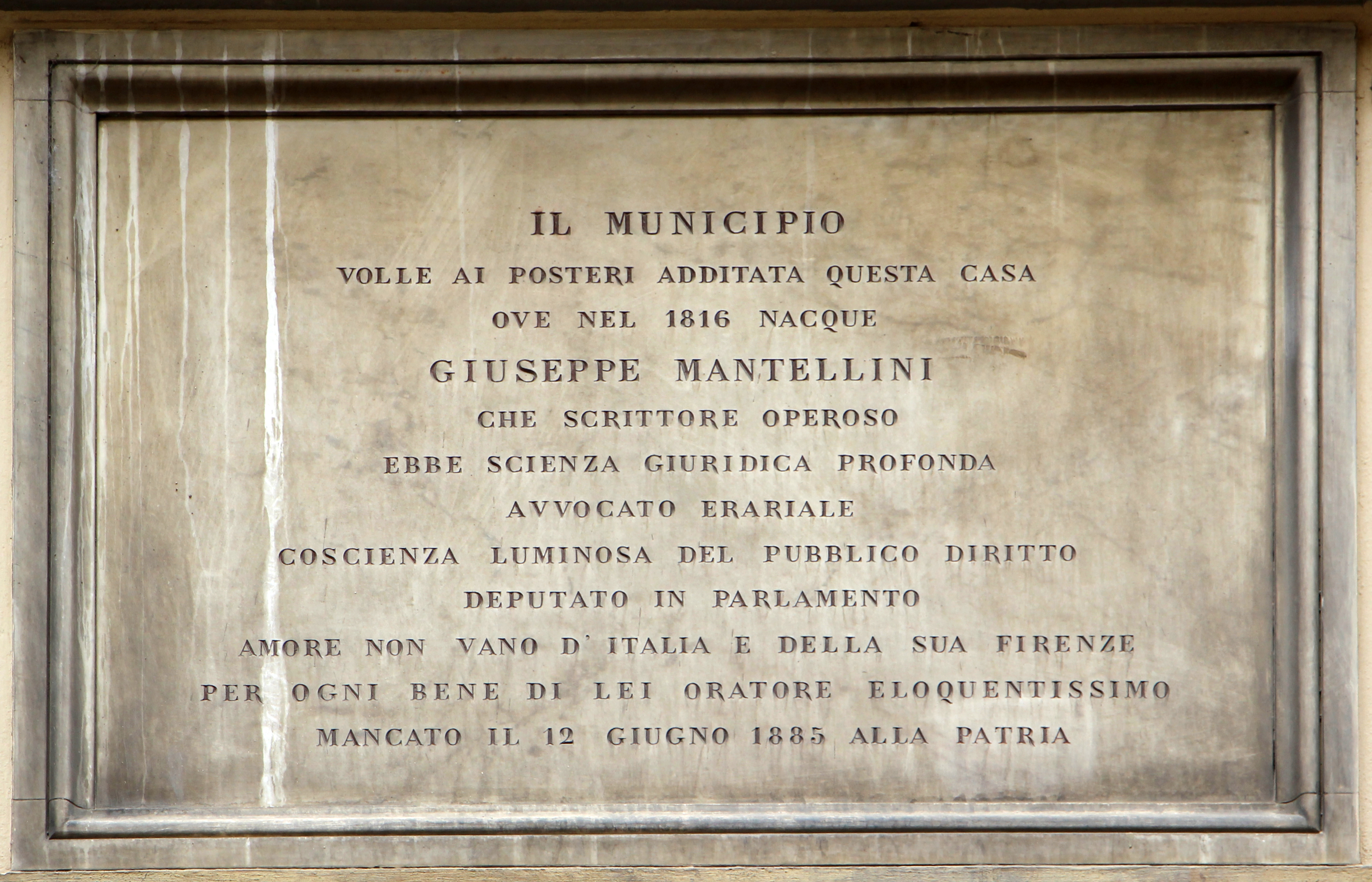
Lapide a Giuseppe Mantellini sulla sua casa in via Maggio 46 a Firenze

Con l’Unità d’Italia, l’avvocatura regia fu soppressa e, nel 1862, Mantellini venne nominato direttore del neonato Ufficio del contenzioso erariale di Firenze. Successivamente, nel 1865, divenne consigliere della Corte suprema di cassazione delle province toscane e, il 7 febbraio 1867, consigliere di Stato presso la prima sezione di Grazia e Giustizia. In seguito, con regio decreto del 29 novembre 1868, fu trasferito alla sezione delle Finanze. Infine, con la nomina del 30 gennaio 1876 ad avvocato generale erariale, fu costretto a lasciare il Consiglio di Stato, pur mantenendo stretti rapporti informali con la presidenza di quest’ultimo.
Eletto nel 1865 al Consiglio comunale di Firenze, Mantellini vi rimase fino al 1879. In quell’anno, a seguito delle elezioni del 13 luglio, che seguirono il tracollo finanziario e il commissariamento del Comune, si assistette a un significativo rinnovamento della classe dirigente cittadina. Nel frattempo, Mantellini era stato eletto deputato al Parlamento per il collegio di Firenze III. Rappresentò il collegio dall’XI alla XV legislatura (1871-1885), sedendo tra i banchi della Destra. Fu relatore di importanti progetti di legge, tra cui quella del 30 novembre 1875 sul riordino degli uffici del contenzioso finanziario, settore per il quale nel 1876 fu incaricato di redigere il regolamento.
Durante la sessione parlamentare 1871-1872, Mantellini fu relatore del progetto riguardante le multe per inesatta o omessa dichiarazione nelle imposte dirette e fece parte della giunta generale del bilancio. Nella sessione del 1873-1874 intervenne sul dibattito relativo al corso forzoso, proponendo un emendamento all’articolo 8 sulla circolazione cartacea, e fu relatore del progetto sulla tassazione della macinazione dei cereali. Nella storica votazione del 18 marzo 1876, che segnò la caduta del governo della Destra storica e la fine della cosiddetta "consorteria" moderata toscana, Mantellini votò a favore del governo Minghetti, schierandosi con Luigi de Cambray Digny, Tommaso Corsini e altri 19 deputati toscani.
Mantellini fu insignito del titolo di commendatore dell’Ordine dei Santi Maurizio e Lazzaro il 18 febbraio 1868. Sulla sua vita privata si sa poco: aveva due fratelli e, nel 1845, sposò Elena Benvenuti, figlia del celebre pittore Pietro Benvenuti, già direttore dell’Accademia di Belle Arti di Firenze. La moglie, che non gli diede figli, morì prematuramente nel 1875.
Mantellini morì a Roma il 12 giugno 1885 e venne sepolto nel cimitero delle Porte Sante a Firenze.
Dopo la sua morte, il collegio di Firenze I, che Mantellini aveva rappresentato nelle ultime due legislature, elesse come deputato il fratello Cesare (1827-1888), maggiore generale, che rimase alla Camera fino all’aprile del 1886.

## Riforme e pensiero
Nella sessione 1880-1882 Mantellini fu relatore di un progetto di riforma delle casse di risparmio, pubblicando a tal proposito un lungo contributo intitolato Il riordinamento delle casse ordinarie di risparmio (in Riv. della beneficenza pubblica e delle istituzioni di previdenza. Anche nella sessione 1882-1886 prese parte a numerosi dibattiti, esprimendo pareri su vari aspetti riguardanti le avvocature erariali.
Come studioso della pubblica amministrazione, Mantellini produsse numerosi scritti, molti dei quali contribuirono al dibattito degli anni 1860-1880 su temi legati alla rappresentatività della classe politica e ai limiti entro cui il potere politico poteva estendersi senza compromettere i diritti dei cittadini. Secondo studi recenti, che pur non condividono del tutto la sua impostazione ideologica, Mantellini è considerato uno dei maggiori esponenti del pensiero giuspubblicistico ottocentesco, antecedente alla svolta metodologica introdotta da Vittorio Emanuele Orlando.
Le sue opere influenzarono profondamente la riflessione sul diritto amministrativo, in particolare sul suo sviluppo tecnico-giuridico e sul riconoscimento di uno statuto scientifico per il diritto pubblico. Tra le opere principali si segnalano i tre volumi di I conflitti di attribuzione (Firenze, 1871-1878) e i tre di Lo Stato e il codice civile (Firenze, 1879-1882). Nel primo volume di I conflitti di attribuzione, Mantellini analizzò la legislazione in vigore in diversi paesi europei e si soffermò sulla legge italiana del 20 marzo 1865, che aveva trasferito al Consiglio di Stato la competenza sui conflitti amministrativi. Esaminando le sentenze consiliari, Mantellini giudicò inadeguato il nuovo sistema, un’opinione che non mutò nemmeno nel 1873, quando analizzò le sentenze più recenti nel secondo volume. Nel terzo volume (1878), dedicato alla legge del 31 marzo 1877, valutò positivamente le innovazioni introdotte, che in parte accoglievano le sue proposte.
In Lo Stato e il codice civile, Mantellini esaminò i rapporti tra Stato e impiegati pubblici, sistematizzando le sue idee sul ruolo del diritto amministrativo nel sistema costituzionale italiano. La sua ultima opera, Papiniano (Roma, 1885), fu scritta come strenna di Capodanno per gli impiegati erariali, proponendo il giurista romano Papiniano come modello.